# Liste der Kulturdenkmale in Lauta

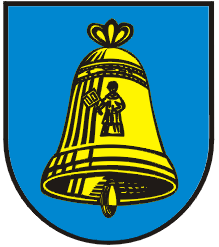
Wappen von Lauta

In der Liste der Kulturdenkmale in Lauta sind die Kulturdenkmale der sächsischen Stadt Lauta verzeichnet, die bis September 2024 vom Landesamt für Denkmalpflege Sachsen erfasst wurden (ohne archäologische Kulturdenkmale). Die Anmerkungen sind zu beachten.
Diese Liste ist eine Teilliste der Liste der Kulturdenkmale im Landkreis Bautzen.

## Laubusch
| Bild                                    | Bezeichnung | Lage | Datierung                                                                   | Beschreibung | ID       |
| --------------------------------------- | --- | --- | --------------------------------------------------------------------------- | --- | -------- |
| Weitere Bilder                          | Kolonie Laubusch (Sachgesamtheit) | Am Markt 1 bis 8; Hauptstraße 1 bis 14; Mittelstraße 1 bis 8; Parkstraße 3 bis 8, 10 bis 14; Schulstraße 1 bis 5; Hauptstraße (Parkanlage); Nordstraße 3 bis 7, 10 bis 22; Oststraße 6, 7, 8, 12; Südstraße 1, 2; Weststraße 1, 2, 3, 4, 7, 8, 10, 16 (Karte) | 1920er Jahre                                                                | Sachgesamtheit Kolonie Laubusch als erhaltene Gartenstadtsiedlung, sie umfasst die Bebauung an der Südstraße, der Oststraße (mit Ausnahme der südlich liegenden Garagen), der Nordstraße, der Weststraße, der Mittelstraße, der Parkstraße, der Hauptstraße im Bereich der Kolonie (Nr. 1–13), der Schulstraße und Am Markt. Weitgehend in ihrer Struktur der Anlage authentisch erhaltene Gartenstadtsiedlung, zum größten Teil in den Jahren 1918–1923 für die Ilse Bergbau AG nach Plänen des Architekten Ewald Kleffel errichtet, baugeschichtlich, geschichtlich und städtebaulich von Bedeutung Die Siedlung besitzt folgende Einzeldenkmale: - Am Markt 1 (Obj. 09209762), - Am Markt 2 (Obj. 09209761), - Am Markt 3 (Obj. 09209760), - Am Markt 4 (Obj. 09209759), - Am Markt 5 (Obj. 09209758), - Am Markt 6 (Obj. 09209757), - Am Markt 7 (Obj. 09209736), - Am Markt 8 Kirche (Obj. 09209730) - Hauptstraße 1 (Obj. 09209739), - Hauptstraße 3 (Obj. 09209745), - Hauptstraße 4 (Obj. 09209746), - Hauptstraße 9 (Obj. 09209740), - Hauptstraße 10 (Obj. 09209732), - Hauptstraße 13 (Obj. 09209756), - Hauptstraße 14 (Obj. 09209728), - Mittelstraße 6 (Obj. 09209752), - Torbogen – Oststraße (Obj. 09209744), - Parkstraße 3 (Obj. 09209747), - Parkstraße 4 (Obj. 09209748), - Parkstraße 5 (Obj. 09209749), - Parkstraße 6 (Obj. 09209750), - Parkstraße 7 (Obj. 09209751), - Parkstraße 8 (Obj. 09209755), - Parkstraße 10 (Obj. 09209754), - Schulstraße 3 (Obj. 09209733) - Schulstraße 4 (Obj. 09209735), - Schulstraße 5 (Obj. 09209734). - Parkanlage – Hauptstraße (Obj. 09209763 – Gartendenkmal) sowie folgende Sachgesamtheitsteile: - Garten des Kulturhauses (Hauptstraße 10) - Hauptstraße 2, 5–8 (je ein Wohnhaus und ein Nebengebäude), - Hauptstraße 11 (Wohnhaus mit Anbau), - Hauptstraße 12 (Wohnhaus), - Mittelstraße 1–5, 8 (je ein Wohnhaus und ein Nebengebäude), - Nordstraße 3–7, 10 (je ein Wohnhaus und ein Nebengebäude), - Nordstraße 11 (Wohnhaus), - Nordstraße 12 (Wohnhaus und Nebengebäude), - Nordstraße 13–16 (je ein Wohnhaus und ein Nebengebäude) - Nordstraße 17/18, 19/20, 21/22 (Doppelwohnhäuser), - Oststraße 6 (Wohnhaus und Nebengebäude), - Oststraße 6, 7 (neben) (Wohnhaus und Nebengebäude), - Oststraße 7 (Wohnhaus und Nebengebäude), - Oststraße 8 (Wohnhaus und Nebengebäude), - Oststraße 12 (zwei Wohnhäuser und zwei Nebengebäude), - Parkstraße 1, 11–12, 14 (je ein Wohnhaus und ein Nebengebäude), - Parkstraße 13 (Wohnhaus), - Schulstraße 1, 2 (je ein Wohnhaus und ein Nebengebäude), - Südstraße 1, 2 (je ein Wohnhaus und ein Nebengebäude), - Weststraße 1, 2 (je ein Wohnhaus und ein Nebengebäude), - Weststraße 3 (Wohnhaus), - Weststraße 4 (zwei Wohnhäuser und Nebengebäude), - Weststraße 7 (Wohnhaus und zwei Nebengebäude), - Weststraße 8 (Wohnhaus und Nebengebäude), - Weststraße 10 (Wohnhaus und zwei Nebengebäude) - Weststraße 16 (Wohnhaus), | 09209731 |
| Direkt Bild zu diesem Denkmal hochladen | Wohnhaus und Nebengebäude (Einzeldenkmal zu ID-Nr. 09209731) | Am Markt 1 (Karte) | 1920er Jahre                                                                | Einzeldenkmal der Sachgesamtheit Kolonie Laubusch; Putzbau mit Gliederung und markantem Erker, Beginn der Häuserzeile zum Markt, baugeschichtlich und städtebaulich von Bedeutung | 09209762 |
| Direkt Bild zu diesem Denkmal hochladen | Wohnhaus und Mauer (Einzeldenkmal zu ID-Nr. 09209731) | Am Markt 2 (Karte) | 1920er Jahre                                                                | Einzeldenkmal der Sachgesamtheit Kolonie Laubusch; Putzbau mit dekorativer Gliederung, Bestandteil der Häuserzeile am zentralen Park, baugeschichtlich und städtebaulich von Bedeutung | 09209761 |
| Direkt Bild zu diesem Denkmal hochladen | Wohnhaus und Nebengebäude (Einzeldenkmal zu ID-Nr. 09209731) | Am Markt 3 (Karte) | 1920er Jahre                                                                | Einzeldenkmal der Sachgesamtheit Kolonie Laubusch; Putzbau mit dekorativer Gliederung, Bestandteil der Häuserzeile am zentralen Park, baugeschichtlich und städtebaulich von Bedeutung | 09209760 |
| Direkt Bild zu diesem Denkmal hochladen | Wohnhaus und Mauer (Einzeldenkmal zu ID-Nr. 09209731) | Am Markt 4 (Karte) | 1920er Jahre                                                                | Einzeldenkmal der Sachgesamtheit Kolonie Laubusch; Putzbau mit dekorativer Gliederung, Bestandteil der Häuserzeile am zentralen Park, baugeschichtlich und städtebaulich von Bedeutung | 09209759 |
| Direkt Bild zu diesem Denkmal hochladen | Wohnhaus und Nebengebäude (Einzeldenkmal zu ID-Nr. 09209731) | Am Markt 5 (Karte) | 1920er Jahre                                                                | Einzeldenkmal der Sachgesamtheit Kolonie Laubusch; Putzbau mit dekorativer Gliederung, Bestandteil der Häuserzeile am zentralen Park, baugeschichtlich und städtebaulich von Bedeutung | 09209758 |
| Direkt Bild zu diesem Denkmal hochladen | Wohnhaus (Einzeldenkmal zu ID-Nr. 09209731) | Am Markt 6 (Karte) | 1920er Jahre                                                                | Einzeldenkmal der Sachgesamtheit Kolonie Laubusch; Putzbau mit dekorativer Gliederung, Bestandteil der Häuserzeile an zentralem Park, baugeschichtlich und städtebaulich von Bedeutung | 09209757 |
| Weitere Bilder                          | Schule mit Turnhalle und Einfriedung vorm Gebäude (Einzeldenkmal zu ID-Nr. 09209731)                                                                                          | Am Markt 7 (Karte) | 1920er Jahre                                                                | Einzeldenkmal der Sachgesamtheit Kolonie Laubusch; Architektonisch qualitätvoller Bau am Markt, baugeschichtlich, städtebaulich und ortsgeschichtlich von Bedeutung | 09209736 |
| Weitere Bilder                          | Kirche (Einzeldenkmal zu ID-Nr. 09209731) | Am Markt 8 (Karte) | 1936–1938                                                                   | Einzeldenkmal der Sachgesamtheit Kolonie Laubusch; Backsteinbau mit sparsamen Ornamentschmuck, Tympanon mit figürlichem Relief, Turm, baugeschichtlich und ortsbildprägend von Bedeutung | 09209730 |
| Direkt Bild zu diesem Denkmal hochladen | Wohnhaus, ehemaliges Forsthaus und Zugangsbrücke | August-Bebel-Straße 23 (Karte) | Ende 1920er Jahre                                                           | Wohnhaus aus Holz im ursprünglichen Aussehen weitgehend erhalten, im Ort singulär, baugeschichtlich von Bedeutung | 09209724 |
| Weitere Bilder                          | Wohnhaus | Bergmannstraße 2 (Karte) | 1920er Jahre                                                                | Putzbau mit Blendbogengliederung, weitgehend in ursprünglichem Aussehen erhalten, Bestandteil der kleinen Platzanlage, baugeschichtlich von Bedeutung | 09209770 |
| Weitere Bilder                          | Wohnhaus | Bergmannstraße 3 (Karte) | 1920er Jahre                                                                | Putzbau mit Blendbogengliederung, weitgehend in ursprünglichem Aussehen erhalten, Bestandteil der kleinen Platzanlage, baugeschichtlich von Bedeutung | 09209769 |
| Weitere Bilder                          | Wohnhaus | Bergmannstraße 4 (Karte) | 1920er Jahre                                                                | Putzbau mit Blendbogengliederung, weitgehend in ursprünglichem Aussehen erhalten, Bestandteil der kleinen Platzanlage, baugeschichtlich von Bedeutung | 09209768 |
| Weitere Bilder                          | Wohnhaus | Bergmannstraße 5 (Karte) | 1920er Jahre                                                                | Putzbau mit Blendbogengliederung, weitgehend in ursprünglichem Aussehen erhalten, Bestandteil der kleinen Platzanlage, baugeschichtlich von Bedeutung | 09209767 |
| Direkt Bild zu diesem Denkmal hochladen | Marktplatz mit Kandelaber und Parkanlage sowie Allee (Einzeldenkmal der Sachgesamtheit 09209731)                                                                              | Hauptstraße (Karte) | 1920er Jahre                                                                | Einzeldenkmal der Sachgesamtheit Kolonie Grube „Erika“; ortsgeschichtlich, gartengeschichtlich und städtebaulich von Bedeutung | 09306923 |
|                                         | Wegestein | Hauptstraße (nordöstlich außerhalb des Ortes, Flur 2, Flurstück 32/27) (Karte) | Um 1915                                                                     | Verkehrsgeschichtlich von Bedeutung | 09209765 |
| Weitere Bilder                          | Wegestein | Hauptstraße (Ecke Teichstraße) (Karte) | Um 1900                                                                     | Verkehrsgeschichtlich von Bedeutung | 09209726 |
| Direkt Bild zu diesem Denkmal hochladen | Wohnhaus, Gaststätte „Zum Kronprinz“ und Nebengebäude (Einzeldenkmal zu ID-Nr. 09209731)                                                                                      | Hauptstraße 1 (Karte) | 1920er Jahre                                                                | Einzeldenkmal der Sachgesamtheit Kolonie Laubusch; repräsentativer Backsteinbau mit aufwendiger Fassadengestaltung, baugeschichtlich und städtebaulich von Bedeutung | 09209739 |
| Direkt Bild zu diesem Denkmal hochladen | Wohnhaus und zwei Nebengebäude (Einzeldenkmal zu ID-Nr. 09209731) | Hauptstraße 3 (Karte) | Um 1930                                                                     | Einzeldenkmal der Sachgesamtheit Kolonie Laubusch; Putzbau mit markanten Eckerker am Ende der Hauptachse des Ortes, baugeschichtlich und städtebaulich von Bedeutung | 09209745 |
| Direkt Bild zu diesem Denkmal hochladen | Wohnhaus (Einzeldenkmal zu ID-Nr. 09209731) | Hauptstraße 4 (Karte) | Um 1930                                                                     | Einzeldenkmal der Sachgesamtheit Kolonie Laubusch; Putzbau mit Eckerker symmetrisch zu Hauptstraße 3 gebaut, baugeschichtlich und städtebaulich von Bedeutung | 09209746 |
|                                         | Pfarrhaus und Einfriedung (Einzeldenkmal zu ID-Nr. 09209731) | Hauptstraße 9 (Karte) | Um 1930                                                                     | Einzeldenkmal der Sachgesamtheit Kolonie Laubusch; Backsteinbau mit farblich abgesetzter und reliefierter Gliederung, baugeschichtlich und ortsgeschichtlich von Bedeutung | 09209740 |
| Direkt Bild zu diesem Denkmal hochladen | Kulturhaus mit Nebengebäude und Einfriedung (Einzeldenkmal zu ID-Nr. 09209731)                                                                                                | Hauptstraße 10 (Karte) | 1920er Jahre                                                                | Einzeldenkmal der Sachgesamtheit Kolonie Laubusch; Baugeschichtlich und ortsgeschichtlich von Bedeutung | 09209732 |
| Direkt Bild zu diesem Denkmal hochladen | Mietshaus und Nebengebäude (Einzeldenkmal zu ID-Nr. 09209731) | Hauptstraße 13 (Karte) | Um 1920                                                                     | Einzeldenkmal der Sachgesamtheit Kolonie Laubusch; symmetrisch angelegter Putzbau mit markanten Risaliten und Treppenhausanbauten, straßenbildprägend, ursprünglich Beamtenwohnhaus, baugeschichtlich und städtebaulich von Bedeutung | 09209756 |
| Direkt Bild zu diesem Denkmal hochladen | Verwaltungsgebäude der ehemaligen Brikettfabrik mit angebauter Waschkaue (Einzeldenkmal zu ID-Nr. 09209731)                                                                   | Hauptstraße 14 (Karte) | 1925                                                                        | Einzeldenkmal der Sachgesamtheit Kolonie Laubusch; architektonisch wertvoller Backsteinbau mit kolossaler Lisenenordnung und Risaliten mit Reliefschmuck sowie mit diesem baulich verbundenes Gebäude einer Waschkaue als Backsteinbau mit neoklassizistischen Formen; baugeschichtlich und ortsgeschichtlich von Bedeutung. | 09209728 |
| Direkt Bild zu diesem Denkmal hochladen | Rathaus und Vorplatz | Hauptstraße 64 (Karte) | Bezeichnet mit 1928                                                         | Putzbau mit aufwendigem Portal und Dachreiter, gestalteter Vorplatz mit Einfriedung, baugeschichtlich und ortsbildprägend von Bedeutung | 09209725 |
| Direkt Bild zu diesem Denkmal hochladen | Poliklinik | Hauptstraße 74 (Karte) | 1950er Jahre                                                                | Putzbau mit klar gegliederter Fassade, wertvolles Gestaltungselement sind die originalen Kastenfenster, Bestandteil der Versorgungsbauten der Ortsgründung, baugeschichtlich und ortsgeschichtlich von Bedeutung | 09209727 |
| Direkt Bild zu diesem Denkmal hochladen | Wohnhaus und Nebengebäude (Einzeldenkmal zu ID-Nr. 09209731) | Mittelstraße 6 (Karte) | 1920er Jahre                                                                | Einzeldenkmal der Sachgesamtheit Kolonie Laubusch; symmetrisch angelegter Klinkerbau mit geometrischer Gliederung und markanten Giebeln, baugeschichtlich und städtebaulich von Bedeutung | 09209752 |
| Direkt Bild zu diesem Denkmal hochladen | Wohnhaus und zwei Nebengebäude | Mühlenstraße 16 (Karte) | 1920er Jahre                                                                | Wohnhaus, Putzbau mit Blendbogengliederung, weitgehend im ursprünglichen Aussehen erhalten, baugeschichtlich von Bedeutung | 09209766 |
| Direkt Bild zu diesem Denkmal hochladen | Torbogen (Einzeldenkmal zu ID-Nr. 09209731) | Oststraße (Karte) | Bezeichnet mit 1919                                                         | Einzeldenkmal der Sachgesamtheit Kolonie Laubusch; Durchfahrtsbogen mit zwei seitlichen Durchgängen, Anfang des Weges zum alten Dorf, baugeschichtlich und städtebaulich von Bedeutung | 09209744 |
| Direkt Bild zu diesem Denkmal hochladen | Denkmal für die Gefallenen des Ersten und Zweiten Weltkrieges, Grabstein für den Maler Ernst Hermann Kluttig sowie weiteres Denkmal für die Gefallenen des Ersten Weltkrieges | Oststraße (Karte) | Nach 1945 (Kriegerdenkmal); nach 1918 (Kriegerdenkmal); nach 1920 (Grabmal) | Ortsgeschichtlich von Bedeutung | 09209722 |
| Direkt Bild zu diesem Denkmal hochladen | Wohnhaus, zwei Nebengebäude und Torbogen (Einzeldenkmal zu ID-Nr. 09209731)                                                                                                   | Parkstraße 3 (Karte) | 1920er Jahre                                                                | Einzeldenkmal der Sachgesamtheit Kolonie Laubusch; L-förmiger Bau mit zeittypischer Putzgliederung in exponierter Lage, baugeschichtlich und städtebaulich von Bedeutung | 09209747 |
|                                         | Wohnhaus und Nebengebäude (Einzeldenkmal zu ID-Nr. 09209731) | Parkstraße 4 (Karte) | 1920er Jahre                                                                | Einzeldenkmal der Sachgesamtheit Kolonie Laubusch; villenartiges Zweifamilienhaus mit aufwendigem Erker, weitgehend in ursprünglichem Aussehen erhalten, baugeschichtlich und städtebaulich von Bedeutung | 09209748 |
|                                         | Wohnhaus und Nebengebäude (Einzeldenkmal zu ID-Nr. 09209731) | Parkstraße 5 (Karte) | 1920er Jahre                                                                | Einzeldenkmal der Sachgesamtheit Kolonie Laubusch; Putzbau mit sparsamer neoklassizistischer Gliederung, weitgehend im ursprünglichen Aussehen erhalten, baugeschichtlich und städtebaulich von Bedeutung | 09209749 |
|                                         | Wohnhaus und Nebengebäude (Einzeldenkmal zu ID-Nr. 09209731) | Parkstraße 6 (Karte) | 1920er Jahre                                                                | Einzeldenkmal der Sachgesamtheit Kolonie Laubusch; Putzbau mit barockisierenden Formen, weitgehend original erhalten, baugeschichtlich und städtebaulich von Bedeutung | 09209750 |
| Direkt Bild zu diesem Denkmal hochladen | Wohnhaus und Nebengebäude (Einzeldenkmal zu ID-Nr. 09209731) | Parkstraße 7 (Karte) | 1920er Jahre                                                                | Einzeldenkmal der Sachgesamtheit Kolonie Laubusch; Putzbau mit neoklassizistischen Anklängen, baugleich mit Parkstraße 5, baugeschichtlich und städtebaulich von Bedeutung | 09209751 |
|                                         | Villenartiges Doppelwohnhaus (Einzeldenkmal zu ID-Nr. 09209731) | Parkstraße 8 (Karte) | Bezeichnet mit 1915                                                         | Einzeldenkmal der Sachgesamtheit Kolonie Laubusch; mit zeittypischen Elementen, baugeschichtlich und städtebaulich von Bedeutung, ortshistorisch bedeutend, da es das erste Gebäude in der Siedlung war | 09209755 |
| Direkt Bild zu diesem Denkmal hochladen | Wohnhaus und Nebengebäude (Einzeldenkmal zu ID-Nr. 09209731) | Parkstraße 10 (Karte) | 1920er Jahre                                                                | Einzeldenkmal der Sachgesamtheit Kolonie Laubusch; Putzbau mit sparsamer Gliederung, baugeschichtlich und städtebaulich von Bedeutung | 09209754 |
| Direkt Bild zu diesem Denkmal hochladen | Wohnhaus mit Laden und Nebengebäude (Einzeldenkmal zu ID-Nr. 09209731) | Schulstraße 3 (Karte) | Bezeichnet mit 1937                                                         | Einzeldenkmal der Sachgesamtheit Kolonie Laubusch; am Markt, Bestandteil des neu angelegten Zentrums, baugeschichtlich und städtebaulich von Bedeutung | 09209733 |
| Direkt Bild zu diesem Denkmal hochladen | Wohnhaus mit Laden (Einzeldenkmal zu ID-Nr. 09209731) | Schulstraße 4 (Karte) | 1937                                                                        | Einzeldenkmal der Sachgesamtheit Kolonie Laubusch; Bestandteil der südwestlichen Zeilenbebauung am Markt, baugeschichtlich und städtebaulich von Bedeutung | 09209735 |
| Direkt Bild zu diesem Denkmal hochladen | Wohnhaus mit Laden und Nebengebäude (Einzeldenkmal zu ID-Nr. 09209731) | Schulstraße 5 (Karte) | 1937                                                                        | Einzeldenkmal der Sachgesamtheit Kolonie Laubusch; Bestandteil des neu angelegten Zentrums, baugeschichtlich und städtebaulich von Bedeutung | 09209734 |
|                                         | Denkmal für Grube Erika | Südstraße (Karte) | 1990er Jahre                                                                | Ortsgeschichtlich und bergbaugeschichtlich von Bedeutung | 09209764 |

## Lauta (Dorf)
| Bild                                    | Bezeichnung                                                                                                 | Lage                                   | Datierung                                                                   | Beschreibung | ID       |
| --------------------------------------- | --- | -------------------------------------- | --------------------------------------------------------------------------- | --- | -------- |
|                                         | Hydrant | Dorfstraße 7 (vor) (Karte)             | 1928                                                                        | Technikgeschichtlich von Bedeutung | 08985110 |
| Weitere Bilder                          | Laurentius-Kirche und Kirchhof, sieben Grabmale, frei stehender hölzerner Glockenturm und Einfriedungsmauer | Dorfstraße 9 (Karte)                   | 1652                                                                        | Schlichter Putzbau mit dreiseitigem Chorschluss und Eingangsvorbau an der Südseite, baugeschichtlich und ortsgeschichtlich von Bedeutung                                                                 | 08985094 |
|                                         | Pfarrhof mit Pfarrhaus, Wirtschaftsgebäude, Einfriedung und Torpfeilern                                     | Dorfstraße 10 (Karte)                  | Ende 19. Jahrhundert                                                        | Repräsentativer Backsteinbau mit unterschiedlich farbigenZiegeln, baugeschichtlich und ortsgeschichtlich von Bedeutung                                                                                   | 08985098 |
| Weitere Bilder                          | Denkmal für die Gefallenen der Kriege 1864, 1866 und 1870/1871                                              | Dorfstraße 10 (vor) (Karte)            | Nach 1870                                                                   | Ortsgeschichtlich von Bedeutung | 08985099 |
| Weitere Bilder                          | Gedenkstein für Kaiser Wilhelm I. anlässlich seines 100. Geburtstages                                       | Dorfstraße 18 (vor) (Karte)            | 1897                                                                        | Ortshistorisch von Bedeutung | 08985108 |
| Direkt Bild zu diesem Denkmal hochladen | Scheune | Dorfstraße 19 (Karte)                  | 19. Jahrhundert                                                             | Regionaltypische Blockscheune, Relikt der alten Dorfstruktur, baugeschichtlich von Bedeutung | 08985104 |
| Weitere Bilder                          | Blockscheune                                                                                                | Dorfstraße 34 (Karte)                  | Vor 1900                                                                    | In der Konstruktion erhalten, ortsbildprägend und baugeschichtlich von Bedeutung | 08985096 |
|                                         | Gedenkstein zum 100. Jahrestag der Völkerschlacht bei Leipzig                                               | Dorfstraße 35 (vor) (Karte)            | 1913                                                                        | Ortsgeschichtlich von Bedeutung | 08985105 |
| Weitere Bilder                          | Feuerwehrhaus mit Schlauchturm und Gedenktafel für die Gefallenen des Ersten Weltkrieges                    | Dorfstraße 36, 37 (dazwischen) (Karte) | 1911 (Feuerwache und Schlauchturm); nach 1918 (Kriegerdenkmal 1. Weltkrieg) | Baugeschichtlich und ortsgeschichtlich von Bedeutung | 08985106 |
| Weitere Bilder                          | Scheune | Dorfstraße 37 (Karte)                  | 19. Jahrhundert                                                             | Ortsbildprägende, regionaltypische Fachwerkscheune, baugeschichtlich von Bedeutung | 08985097 |
| Weitere Bilder                          | Denkmal für die Gefallenen des Ersten Weltkrieges                                                           | Dorfstraße 37 (vor) (Karte)            | Nach 1918                                                                   | Ortshistorisch von Bedeutung | 08985107 |
| Weitere Bilder                          | Gedenktafel am Gasthof                                                                                      | Dorfstraße 44 (Karte)                  | 1769                                                                        | Zur Erinnerung an den Ortsbrand im Mai 1769, ortsgeschichtlich von Bedeutung | 08985109 |
| Weitere Bilder                          | Schule (heute Wohnhaus)                                                                                     | Dorfstraße 64d (Karte)                 | 1930er Jahre                                                                | Zeitweilig mit Heimatstube und Jugendclub, zeittypischer Putzbau mit kleinem Dachreiter und Glocke, weitgehend im ursprünglichen Aussehen erhalten, baugeschichtlich und ortsgeschichtlich von Bedeutung | 08985100 |
| Weitere Bilder                          | Scheune | Dorfstraße 70b (Karte)                 | 19. Jahrhundert                                                             | Regionaltypische Blockscheune, Relikt der alten Dorfstruktur, baugeschichtlich von Bedeutung | 08985103 |
| Weitere Bilder                          | Scheune | Dorfstraße 70c (Karte)                 | 19. Jahrhundert                                                             | Regionaltypische Blockscheune, Relikt der alten Dorfstruktur, baugeschichtlich von Bedeutung | 08985102 |
| Weitere Bilder                          | Scheune | Dorfstraße 70d (Karte)                 | Vor 1900                                                                    | Regionaltypische Blockscheune, Relikt der alten Dorfstruktur, baugeschichtlich von Bedeutung | 08985101 |
| Weitere Bilder                          | Scheune | Dorfstraße 82 (Karte)                  | Vor 1900                                                                    | Regionaltypischer Fachwerkbau, weitgehend in der Konstruktion erhalten, baugeschichtlich von Bedeutung                                                                                                   | 08985095 |

## Lauta-Stadt
| Bild                                    | Bezeichnung | Lage | Datierung                                                                             | Beschreibung | ID       |
| --------------------------------------- | --- | --- | ------------------------------------------------------------------------------------- | --- | -------- |
| Weitere Bilder                          | Gartenstadtsiedlung Lauta Nord (Sachgesamtheit) | Am Anger 1 bis 44; Am Markt 1 bis 11, 16, 17; Am Ring 1 bis 16; Conrad-Blenkle-Straße 1 bis 80, 82, 84, 86, 88, 90; Constantinplatz 1 bis 8; Friedrich-Ebert-Straße 1 bis 4, 9, Karl-Marx-Straße 1 bis 22, 24, 25, 26, 28, 28a, 45, 47, 49, 51, 53, 55, 57, 59, 61; Kurze Straße 1 bis 4; Ludwig-Jahn-Straße 2, 4, 7, 9, 10, 11, 13, 15, 17, 19, 21, 23, 25; Nordstraße 1 bis 27, 29, 31, 34, 36; Parkstraße 1 bis 9, 11, 13, 15, 17, 19, 21, 23, 25, 27, 29, 31, 33, 39, 41, 43, 45, 47, 49, 51, 53, 55, 57, 59, 61, 63, 65, 67, 69, 71, 73; Röntgenplatz 1 bis 6, 8; Rosa-Luxemburg-Straße 1 bis 12, 14, 16; Schmuckhof 2 bis 20 (gerade); Schulstraße 19, 21, 23, 25, 27; Straße der Freundschaft 1 bis 6, 8 bis 34, 48 bis 50, 52 bis 67, 69, 70, 73 bis 77; Theunerplatz 2, 4 bis 12; Wendenstraße 1 bis 20; Weststraße 4, 5, 6, 8, 10, 11, 12, 14, 14a, 16, 18; Wöhlerstraße 1 bis 13, 15 (Karte) | 1918–1920                                                                             | Gartenstadtsiedlung Lauta: Siedlung wird umschlossen von vorderem Teil der Weststraße, der Nordstraße, dem vorderen Teil der Parkstraße und einem Segment der Straße der Freundschaft, im inneren Bereich gehören dazu: Friedrich-Ebert-Straße, Schulstraße, Karl-Marx-Straße, Am Anger, Kurze Straße, Am Markt, Wendenstraße, Wöhlerstraße, Am Ring, Ludwig-Jahn-Straße, Rosa-Luxemburg-Straße, Conrad-Blenkle-Straße, Schmuckhof, Constantinplatz, Röntgenplatz, Theunerplatz. Als eine der wenigen bezüglich ihrer Struktur der Anlage und Ausprägung der Einzelbauten weitgehend authentisch erhaltenen Siedlungen von hoher architektonischer Qualität in Sachsen, die nicht grundlegend überformt erscheint. Siedlung entstand größtenteils in den Jahren 1918–1920 nach Plänen der Architekten Clemens und Stefan Simon. Die insgesamt etwa 700 Wohnungen in etwa 160 Gebäuden waren für Beamte und Arbeiter des Aluminiumwerkes Lauta bestimmt. Siedlung ist geprägt von ein- und zweigeschossigen Reihenhäusern, Mehrfamilien- und Doppelhäusern mit rückwärtigen Stallanbauten und dazwischen angelegten großzügigen Gartenflächen. Unterschiedliche Dachformen und -ausrichtungen sowie variierte Dachausbauten und Wechsel zwischen Putzbauten und rotbraunen Ziegelbauten ergibt abwechslungsreiche Häuserlandschaft, baugeschichtlich, geschichtlich und städtebaulich von Bedeutung. Sachgesamtheit besitzt folgende Einzeldenkmale: - Am Anger 1, 3, 5, 7, 9, 11 mit Durchgang zwischen zwei Gebäuden (Obj. 08985019), - Am Anger 2, 4, 6, 8, 10, 12 mit Durchgang zum nächsten Gebäude, Gartenhäuser(Obj. 08985020), - Am Anger 13, 15, 17, 19, 21, 23, 25, 27, 29, 31 mit Durchgang zum nächsten Gebäude (Obj. 08985018), - Am Anger 14, 16, 18, 20, 22, 24, 26, 28, 30, 32 mit Durchgang zum nächsten Gebäude, Gartenhaus (Obj. 08985021), - Am Anger 33, 35, 37, 39, 41, 43 (Obj. 08985017), - Am Anger 34, 36, 38, 40, 42, 44 (Obj. 08985022), - Am Markt 2 (Obj. 08985071), - Am Markt 10, 11 (Obj. 08985068), - Am Markt 13 (Obj. 08985069), Abbruch vor 2011 - Am Markt 16, 17 (Obj. 08985070), - Am Ring 1, 2 (Obj. 08985111), - Am Ring 3, 4 (Obj. 08985112), - Am Ring 5, 6 (Obj. 08985113), - Am Ring 7, 8 (Obj. 08985114), - Am Ring 9, 10 (Obj. 08985115), - Am Ring 11, 12 (Obj. 08985116), - Am Ring 15, 16 (Obj. 08985117), - Conrad-Blenkle-Straße 1, 3 (Obj. 08985045), - Conrad-Blenkle-Straße 2, 4, 6, 8, 10, 12, 14, 16, 18, 20 (Obj. 08985086), - Conrad-Blenkle-Straße 5, 7, 9, 11, 13, 15 (Obj. 08985046), - Conrad-Blenkle-Straße 17, 19, 21, 23 (Obj. 08985047), - Conrad-Blenkle-Straße 22, 24, 26, 28, 30, 32, 34, 36, 38, 40 (Obj. 08985085), - Conrad-Blenkle-Straße 25, 27, 29, 31, 33, 35 (Obj. 08985048), - Conrad-Blenkle-Straße 37, 39 (Obj. 08985049), - Conrad-Blenkle-Straße 41, 43, 45, 47 (Obj. 08985050), - Conrad-Blenkle-Straße 42, 44, 46, 48 (Obj. 08985084), - Conrad-Blenkle-Straße 49, 51 (Obj. 08985051), - Conrad-Blenkle-Straße 50, 52 (Obj. 08985083), - Conrad-Blenkle-Straße 77, 79 (Obj. 08985199), - Friedrich-Ebert-Straße 1 (Obj. 08985079), - Friedrich-Ebert-Straße 2 (Obj. 08985080), - Friedrich-Ebert-Straße 3 (Obj. 08985081), - Friedrich-Ebert-Straße 4 (Obj. 08985082), - Friedrich-Ebert-Straße 5, 7 (Obj. 08985200) (Streichung 2009), - Karl-Marx-Straße 1, 3 (Obj. 08985130), - Karl-Marx-Straße 2, 4 (Obj. 08985131), - Karl-Marx-Straße 5, 7, 9, 11 (Obj. 08985129), - Karl-Marx-Straße 6, 8 (Obj. 08985089), - Karl-Marx-Straße 13, 15, 17, 19, 21 (Obj. 08985128), - Karl-Marx-Straße 14, 16, 18, 20 (Obj. 08985132), - Karl-Marx-Straße 22, 24 (Obj. 08985039), - Karl-Marx-Straße 25, 27, 29, 31, 33, 35 (Obj. 08985127), - Karl-Marx-Straße 26, 28 (Obj. 08985040), - Karl-Marx-Straße 28a (Obj. 08985033), - Karl-Marx-Straße 30, 32, 34, 36, 38, 40 (Obj. 08985034), - Karl-Marx-Straße 37, 39, 41, 43, 45, 47 (Obj. 08985038), - Karl-Marx-Straße 42, 44 (Obj. 08985037), - Karl-Marx-Straße 51, 53, 55 (Obj. 08985035), - Karl-Marx-Straße 57, 59, 61 (Obj. 08985036), - Kurze Straße 1, 2, 3, 4 (Obj. 08985138), - Ludwig-Jahn-Straße 2 (Obj. 08985073), - Ludwig-Jahn-Straße 4 (Obj. 08985072), - Ludwig-Jahn-Straße 15, 17, 19, 21, 23, 25 (Obj. 08985088), - Nordstraße 1, 3 (Obj. 08985025), - Nordstraße 2, 4 (Obj. 08985024), - Nordstraße 3a (Obj. 08985014), - Nordstraße 5, 7 (Obj. 08985012), - Nordstraße 6, 8 (Obj. 08985023), - Nordstraße 9, 11 (Obj. 08985077), - Nordstraße 12a (Obj. 08985016), - Nordstraße 13, 15 (Obj. 08985010), - Nordstraße 17, 19 (Obj. 08985009), - Nordstraße 18 (Obj. 08985015), - Nordstraße 20 (Obj. 08985013), - Nordstraße 21, 23, 25 (Obj. 08985007), - Nordstraße 26 (Obj. 08985011), - Nordstraße 27, 29 (Obj. 08985006), - Nordstraße 31 (Obj. 08985008), - Nordstraße 34, 36 (Obj. 08985005), - Parkstraße 1, 1a (Obj. 08985139), - Parkstraße 2, 4 (Obj. 08985202), - Parkstraße 3, 5, 7, 9, 11, 13 (Obj. 08985124), - Parkstraße 6, 8 (Obj. 08985203), - Parkstraße 19, 21, 23, 25 (Obj. 08985125), - Parkstraße 27, 29, 31, 33 (Obj. 08985126), - Parkstraße 39, 41, 43, 45, 47, 49 mit Durchgang zum nächsten Gebäude (Obj. 08985028), - Parkstraße 51, 53, 55, 57, 59, 61 mit Durchgang zum nächsten Gebäude (Obj. 08985027), - Parkstraße 63, 65, 67, 69, 71, 73 (Obj. 08985026), - Rosa-Luxemburg-Straße 1, 3, 5, 7 (Obj. 08985029), - Rosa-Luxemburg-Straße 2, 4, 6, 8 (Obj. 08985030), - Rosa-Luxemburg-Straße 9 (Obj. 08985032), - Rosa-Luxemburg-Straße 10, 12, 14, 16 (Obj. 08985031), - Schulstraße 19, 21, 23, 25, 27 (Obj. 08985087), - Straße der Freundschaft 1, 2, 3, 4 (Obj. 08985090), - Straße der Freundschaft 5, 6, 7, 8, 9, 10, 11, 12 (Obj. 08985052), - Straße der Freundschaft 13, 14, 15, 16, 17, 18, 19, 20 (Obj. 08985053), - Straße der Freundschaft 21, 22, 23, 24, 25, 26, 27 (Obj. 08985054), - Straße der Freundschaft 28, 29, 30, 31, 32, 33, 34 (Obj. 08985055), - Straße der Freundschaft 48 (Obj. 08985065), - Straße der Freundschaft 49, 50 (Obj. 08985198), - Straße der Freundschaft 52 (Obj. 08985058), - Straße der Freundschaft 53 (Obj. 08985059), - Straße der Freundschaft 54, 55, 56, 57 (Obj. 08985060), - Straße der Freundschaft 58, 59, 60, 61 (Obj. 08985061), - Straße der Freundschaft 62, 63 (Obj. 08985201), - Straße der Freundschaft 64, 65 (Obj. 08985078), - Straße der Freundschaft 66, 67 (Obj. 08985066), - Straße der Freundschaft 69, 70 (Obj. 08985093), - Straße der Freundschaft 73, 74 (Obj. 08985092), - Straße der Freundschaft 75, 76 (Obj. 08985091), - Straße der Freundschaft 77 (Obj. 08985067), - Wendenstraße 1, 3 (Obj. 08985118), - Wendenstraße 2, 4 (Obj. 08985123), - Wendenstraße 5, 7, 9, 11, 13, 15 (Obj. 08985119), - Wendenstraße 6, 8, 10, 12, 14, 16 (Obj. 08985122), - Wendenstraße 17, 19 (Obj. 08985120), - Wendenstraße 18, 20 (Obj. 08985121), - Weststraße 5 (Obj. 08985062), - Weststraße 6, 8 (Obj. 08985063), - Weststraße 10 (Obj. 08985064), - Weststraße 11 (Obj. 08985057), - Weststraße 12, 14 (Obj. 08985056), - Wöhlerstraße 1, 3 (Obj. 08985133), - Wöhlerstraße 2, 4 (Obj. 08985134), - Wöhlerstraße 5, 7, 9, 11 (Obj. 08985135), - Wöhlerstraße 6, 8, 10, 12 (Obj. 08985136), - Wöhlerstraße 13, 15 (Obj. 08985137) und folgende Sachgesamtheitsteilen: - Am Anger 33, 35, 37, 39, 41, 43 – Gartenhaus, - Am Anger 34, 36, 38, 40, 42, 44 – Gartenhäuser - Am Markt 1, 2 – Anbau und 2 Schuppen, - Am Markt 3 – Wohnhaus, - Am Markt 4, 5 – Doppelwohnhaus, - Am Markt 6, 7 – Doppelwohnhaus, - Am Markt 8, 9 – Doppelwohnhaus, - Am Markt 10, 11 – Nebengebäude, - Am Markt 16, 17 – Schuppen, - Am Ring 7, 8 – Nebengebäude, - Am Ring 9, 10 – Nebengebäude, - Am Ring 11, 12 – Nebengebäude, - Am Ring 13, 14 – Mehrfamilienwohnhaus und Nebengebäude, - Am Ring 15, 16 – Nebengebäude, - Conrad-Blenkle-Straße 41, 43, 45, 47 – Nebengebäude, - Conrad-Blenkle-Straße 42, 44, 46, 48 – Nebengebäude, - Conrad-Blenkle-Straße 53, 55, 57, 59, 61, 63, 65, 67, 69, 71, 73, 75 – vier Mehrfamilienwohnhäuser und Nebengebäude, - Conrad-Blenkle-Straße 54, 56, 58, 60, 62, 64, 66, 68, 70, 72, 74, 76, 78, 80, 82, 84, 86, 88, 90 – sechs Mehrfamilienwohnhäuser und Nebengebäude, - Constantinplatz 1, 3 – Mehrfamilienwohnhaus, - Constantinplatz 2, 4 – Mehrfamilienwohnhaus, - Constantinplatz 5, 7 – Mehrfamilienwohnhaus, - Constantinplatz 6, 8 – Mehrfamilienwohnhaus, - Friedrich-Ebert-Straße 9 – Mehrfamilienwohnhaus, - Friedrich-Ebert-Straße 4 – Mehrfamilienwohnhaus, - Karl-Marx-Straße 10, 12 – Mehrfamilienwohnhaus, - Karl-Marx-Straße 49 – Verwaltung, - Karl-Marx-Straße 57, 59, 61 – Nebengebäude, - Ludwig-Jahn-Straße 7 – Wohnhaus, - Ludwig-Jahn-Straße 9 – Wohnhaus, - Ludwig-Jahn-Straße 10 – Wohnhaus, - Ludwig-Jahn-Straße 11, 13 – Doppelwohnhaus, - Nordstraße 5, 7 – Nebengebäude, - Nordstraße 10, 12 – Doppelwohnhaus, - Nordstraße 14, 16 – Doppelwohnhaus, - Nordstraße 22, 24 – Doppelwohnhaus, - Parkstraße 1 – Nebengebäude, - Parkstraße 2, 4 – Nebengebäude, - Parkstraße 6, 8 – Nebengebäude, - Parkstraße 15, 17 – Mehrfamilienwohnhaus, - Rosa-Luxemburg-Straße 1, 3, 5, 7 – zwei Nebengebäude, - Rosa-Luxemburg-Straße 11 – Mehrfamilienwohnhaus, - Röntgenplatz 1, 3 – Mehrfamilienwohnhaus, - Röntgenplatz 2, 4 – Mehrfamilienwohnhaus, - Röntgenplatz 6, 8 – Mehrfamilienwohnhaus, - Schmuckhof 2, 4 – Mehrfamilienwohnhaus, - Schmuckhof 6, 8 – Mehrfamilienwohnhaus, - Schmuckhof 10, 12 – Mehrfamilienwohnhaus, - Schmuckhof 14, 16 – Mehrfamilienwohnhaus, - Schmuckhof 18, 20 – Mehrfamilienwohnhaus, - Straße der Freundschaft 5, 6, 8, 9, 10, 11, 12 – Nebengebäude, - Straße der Freundschaft 13, 14, 15, 16, 17, 18, 19, 20 – Nebengebäude, - Straße der Freundschaft 66, 67 – Nebengebäude, - Theunerplatz 2, 4 – Mehrfamilienwohnhaus, - Theunerplatz 5, 7 – Mehrfamilienwohnhaus, - Theunerplatz 6, 8 – Mehrfamilienwohnhaus, - Theunerplatz 9, 11 – Mehrfamilienwohnhaus, - Theunerplatz 10, 12 – Mehrfamilienwohnhaus, - Weststraße 4 – Wohnhaus, - Weststraße 14a – Wohnhaus, - Weststraße 16, 18 – Wohnhaus, - Wöhlerstraße 14, 16 – Mehrfamilienwohnhaus, Ausgenommen aus der Sachgesamtheit werden: Schulstraße 29 – Wohnhaus, Straße der Freundschaft 46 – Lagerhalle und Straße der Freundschaft 68 – Wohnhaus. | 08985042 |
| Direkt Bild zu diesem Denkmal hochladen | Arbeiterwohnhaus mit Durchgang zwischen zwei Gebäuden (Einzeldenkmal zu ID-Nr. 08985042) | Am Anger 1, 3, 5, 7, 9, 11 (Karte) | 1919                                                                                  | Bestandteil der Zeilenbebauung mit Anklängen an den Reformstil, baugeschichtlich und städtebaulich von Bedeutung | 08985019 |
| Direkt Bild zu diesem Denkmal hochladen | Arbeiterwohnhaus (Einzeldenkmal zu ID-Nr. 08985042) | Am Anger 2, 4, 6, 8, 10, 12 (Karte) | 1919                                                                                  | Bestandteil der Zeilenbebauung mit Anklängen an den Reformstil, baugeschichtlich und städtebaulich von Bedeutung | 08985020 |
| Direkt Bild zu diesem Denkmal hochladen | Arbeiterwohnhaus (Einzeldenkmal zu ID-Nr. 08985042) | Am Anger 13, 15, 17, 19, 21, 23, 25, 27, 29, 31 (Karte) | 1919                                                                                  | Bestandteil der Zeilenbebauung mit Anklängen an den Reformstil, baugeschichtlich und städtebaulich von Bedeutung | 08985018 |
| Direkt Bild zu diesem Denkmal hochladen | Arbeiterwohnhaus (Einzeldenkmal zu ID-Nr. 08985042) | Am Anger 14, 16, 18, 20, 22, 24, 26, 28, 30, 32 (Karte) | 1919                                                                                  | Bestandteil der Zeilenbebauung mit Anklängen an den Reformstil, baugeschichtlich und städtebaulich von Bedeutung | 08985021 |
| Direkt Bild zu diesem Denkmal hochladen | Arbeiterwohnhaus (Einzeldenkmal zu ID-Nr. 08985042) | Am Anger 33, 35, 37, 39, 41, 43 (Karte) | 1919                                                                                  | Bestandteil der Zeilenbebauung mit Anklängen an den Reformstil, baugeschichtlich und städtebaulich von Bedeutung | 08985017 |
| Direkt Bild zu diesem Denkmal hochladen | Arbeiterwohnhaus (Einzeldenkmal zu ID-Nr. 08985042) | Am Anger 34, 36, 38, 40, 42, 44 (Karte) | 1919                                                                                  | Bestandteil der Zeilenbebauung mit Anklängen an den Reformstil, baugeschichtlich und städtebaulich von Bedeutung | 08985022 |
| Direkt Bild zu diesem Denkmal hochladen | Wohn- und Geschäftshaus (Einzeldenkmal zu ID-Nr. 08985042) | Am Markt 1, 2 (Karte) | 1920er Jahre                                                                          | Repräsentativer Bau mit Backsteinornamenten und Bogengalerie am Markt, baugeschichtlich und städtebaulich von Bedeutung | 08985071 |
| Direkt Bild zu diesem Denkmal hochladen | Arbeiterwohnhaus (Einzeldenkmal zu ID-Nr. 08985042) | Am Markt 10, 11 (Karte) | 1919                                                                                  | Putzbau mit zentralem Dacherker, einziges gut saniertes Objekt dieses Haustyps, baugeschichtlich und städtebaulich von Bedeutung | 08985068 |
| Direkt Bild zu diesem Denkmal hochladen | Arbeiterwohnhaus (Einzeldenkmal zu ID-Nr. 08985042) | Am Markt 16, 17 (Karte) | 1930er Jahre                                                                          | Schlichter zeittypischer Putzbau mit intaktem Wand-Öffnungs-Verhältnis, baugeschichtlich und städtebaulich von Bedeutung | 08985070 |
| Direkt Bild zu diesem Denkmal hochladen | Arbeiterwohnhaus (Einzeldenkmal zu ID-Nr. 08985042) | Am Ring 1, 2 (Karte) | 1918                                                                                  | Putzbau mit signifikanter Backsteingliederung, Bestandteil der städtebaulich gestalteten halbrunden Anlage Am Ring, baugeschichtlich und städtebaulich von Bedeutung | 08985111 |
|                                         | Arbeiterwohnhaus (Einzeldenkmal zu ID-Nr. 08985042) | Am Ring 3, 4 (Karte) | 1918                                                                                  | Bestandteil der halbrunden Anlage Am Ring, baugeschichtlich und städtebaulich von Bedeutung | 08985112 |
| Direkt Bild zu diesem Denkmal hochladen | Arbeiterwohnhaus (Einzeldenkmal zu ID-Nr. 08985042) | Am Ring 5, 6 (Karte) | 1918                                                                                  | Bestandteil der Ringgestaltung, Nr. 5 noch im ursprünglichen Aussehen mit unverputztem Erdgeschoss, baugeschichtlich und städtebaulich von Bedeutung | 08985113 |
| Direkt Bild zu diesem Denkmal hochladen | Arbeiterwohnhaus (Einzeldenkmal zu ID-Nr. 08985042) | Am Ring 7, 8 (Karte) | 1918                                                                                  | Bestandteil der Ringgestaltung, baugeschichtlich und städtebaulich von Bedeutung | 08985114 |
| Direkt Bild zu diesem Denkmal hochladen | Arbeiterwohnhaus (Einzeldenkmal zu ID-Nr. 08985042) | Am Ring 9, 10 (Karte) | 1918                                                                                  | Bestandteil der Ringgestaltung, baugeschichtlich und städtebaulich von Bedeutung | 08985115 |
|                                         | Arbeiterwohnhaus (Einzeldenkmal zu ID-Nr. 08985042) | Am Ring 11, 12 (Karte) | 1918                                                                                  | Bestandteil der Ringgestaltung, baugeschichtlich und städtebaulich von Bedeutung | 08985116 |
|                                         | Arbeiterwohnhaus mit Lampenausleger (Einzeldenkmal zu ID-Nr. 08985042) | Am Ring 15, 16 (Karte) | 1918                                                                                  | Bestandteil der Ringgestaltung, Nr. 16 in noch gutem Originalzustand, baugeschichtlich und städtebaulich von Bedeutung | 08985117 |
| Direkt Bild zu diesem Denkmal hochladen | Arbeiterwohnhaus (Einzeldenkmal zu ID-Nr. 08985042) | Conrad-Blenkle-Straße 1, 3 (Karte) | 1919                                                                                  | Vorgezogener Baukörper am Anfang der Zeilenbebauung, baugeschichtlich und städtebaulich von Bedeutung | 08985045 |
|                                         | Arbeiterwohnhaus (Einzeldenkmal zu ID-Nr. 08985042) | Conrad-Blenkle-Straße 2, 4, 6, 8, 10, 12, 14, 16, 18, 20 (Karte) | 1919                                                                                  | Wohnhauszeile mit im siedlungstypischen Stil wechselnden Dachstellungen, baugeschichtlich und städtebaulich von Bedeutung | 08985086 |
| Direkt Bild zu diesem Denkmal hochladen | Arbeiterwohnhaus (Einzeldenkmal zu ID-Nr. 08985042) | Conrad-Blenkle-Straße 5, 7, 9, 11, 13, 15 (Karte) | 1919                                                                                  | Zurückgesetzter Teil der Wohnhauszeile mit hohen Dacherkern und Mansarddach, baugeschichtlich und städtebaulich von Bedeutung | 08985046 |
|                                         | Arbeiterwohnhaus (Einzeldenkmal zu ID-Nr. 08985042) | Conrad-Blenkle-Straße 17, 19 (Karte) | 1919                                                                                  | Städtebaulich exponierter Bau mit Durchfahrt als Übergang von der Straße zu einer Platzanlage, baugeschichtlich und städtebaulich von Bedeutung | 08985047 |
| Direkt Bild zu diesem Denkmal hochladen | Arbeiterwohnhaus (Einzeldenkmal zu ID-Nr. 08985042) | Conrad-Blenkle-Straße 21, 23, 25, 27, 29, 31, 33, 35 (Karte) | 1919                                                                                  | Bestandteil der Zeilenbebauung, Gliederung durch hohe Dacherker, baugeschichtlich und städtebaulich von Bedeutung | 08985048 |
| Direkt Bild zu diesem Denkmal hochladen | Einzeldenkmal der Sachgesamtheit Gartenstadtsiedlung Lauba Nord: Arbeiterwohnhaus (Einzeldenkmal zu ID-Nr. 08985042) | Conrad-Blenkle-Straße 22, 24, 26, 28, 30, 32, 34, 36, 38, 40 (Karte) | 1919                                                                                  | Wohnhauszeile mit rhythmisiertem Wechsel von trauf- und giebelständigen Dachbereichen, baugeschichtlich und städtebaulich von Bedeutung | 08985085 |
| Direkt Bild zu diesem Denkmal hochladen | Einzeldenkmal der Sachgesamtheit Gartenstadtsiedlung Lauba Nord: Arbeiterwohnhaus (Einzeldenkmal zu ID-Nr. 08985042) | Conrad-Blenkle-Straße 37, 39 (Karte) | 1919                                                                                  | Giebelständiger, vorspringender Baukörper innerhalb der Straßenzeile, baugeschichtlich und städtebaulich von Bedeutung | 08985049 |
| Direkt Bild zu diesem Denkmal hochladen | Arbeiterwohnhaus mit Durchfahrt (Einzeldenkmal zu ID-Nr. 08985042) | Conrad-Blenkle-Straße 41, 43, 45, 47 (Karte) | 1919                                                                                  | Städtebaulicher Verbindungsbau zwischen Straße und anschließender Platzgestaltung, baugeschichtlich und städtebaulich von Bedeutung | 08985050 |
| Direkt Bild zu diesem Denkmal hochladen | Arbeiterwohnhaus (Einzeldenkmal zu ID-Nr. 08985042) | Conrad-Blenkle-Straße 42, 44, 46, 48 (Karte) | 1919                                                                                  | Zurückgesetzter Baukörper innerhalb der Zeilenbebauung, baugeschichtlich und städtebaulich von Bedeutung | 08985084 |
| Direkt Bild zu diesem Denkmal hochladen | Arbeiterwohnhaus (Einzeldenkmal zu ID-Nr. 08985042) | Conrad-Blenkle-Straße 49, 51 (Karte) | 1919                                                                                  | Abschluss der Wohnhauszeile, vorspringender giebelständiger Baukörper, baugeschichtlich und städtebaulich von Bedeutung | 08985051 |
| Direkt Bild zu diesem Denkmal hochladen | Einzeldenkmal der Sachgesamtheit Gartenstadtsiedlung Lauta Nord: Arbeiterwohnhaus (Einzeldenkmal zu ID-Nr. 08985042) | Conrad-Blenkle-Straße 50, 52 (Karte) | 1919                                                                                  | Bestandteil der Zeilenbebauung, baugeschichtlich und städtebaulich von Bedeutung | 08985083 |
| Direkt Bild zu diesem Denkmal hochladen | Arbeiterwohnhaus (Einzeldenkmal zu ID-Nr. 08985042) | Conrad-Blenkle-Straße 77, 79 (Karte) | 1919                                                                                  | Symmetrisch angelegter Putzbau mit siedlungstypischen Gestaltungselementen, baugeschichtlich und städtebaulich von Bedeutung | 08985199 |
| Direkt Bild zu diesem Denkmal hochladen | Arbeiterwohnhaus (Einzeldenkmal zu ID-Nr. 08985042) | Friedrich-Ebert-Straße 1 (Karte) | Ende 1920er Jahre                                                                     | Putzbau mit aufwendigem Portal mit Ornamentschmuck, baugeschichtlich und städtebaulich von Bedeutung | 08985079 |
| Direkt Bild zu diesem Denkmal hochladen | Arbeiterwohnhaus (Einzeldenkmal zu ID-Nr. 08985042) | Friedrich-Ebert-Straße 2 (Karte) | Ende 1920er Jahre                                                                     | Putzbau mit aufwendigem Portal, baugeschichtlich und städtebaulich von Bedeutung | 08985080 |
| Direkt Bild zu diesem Denkmal hochladen | Arbeiterwohnhaus (Einzeldenkmal zu ID-Nr. 08985042) | Friedrich-Ebert-Straße 3 (Karte) | Ende 1920er Jahre                                                                     | Putzbau mit Portal mit ornamentalem Schmuck, baugeschichtlich und städtebaulich von Bedeutung | 08985081 |
| Direkt Bild zu diesem Denkmal hochladen | Arbeiterwohnhaus (Einzeldenkmal zu ID-Nr. 08985042) | Friedrich-Ebert-Straße 4 (Karte) | Ende 1920er Jahre                                                                     | Putzbau mit ornamental aufwendig gestaltetem Portal, baugeschichtlich und städtebaulich von Bedeutung | 08985082 |
| Weitere Bilder                          | Glocke | Friedrich-Engels-Straße (Ecke Karl-Liebknecht-Straße) (Karte) | 1948                                                                                  | Nachguss der Glocke aus Lauta-Dorf, die das Wappen der Stadt bildet, gärtnerisch gestaltete Anlage mit Aufhängegerüst für die Glocke, diese Aluminiumglocke soll dokumentieren, dass von 1918 bis 1990 Lauta ein Großstandort der Aluminiumindustrie war, ortsgeschichtlich von Bedeutung | 08985044 |
| Weitere Bilder                          | Rathaus | Karl-Liebknecht-Straße 18 (Karte) | 1923                                                                                  | Putzbau mit zwei markanten runden Ecktürmen, Rezeption von traditioneller Formensprache für Repräsentationsbauten, baugeschichtlich und ortsgeschichtlich von Bedeutung | 08985074 |
| Direkt Bild zu diesem Denkmal hochladen | Schule | Karl-Liebknecht-Straße 34 (Karte) | Bezeichnet mit 1941                                                                   | Putzbau mit Zierelementen aus rotem Granit und turmartigem Eingangsbereich mit Dachreiter, baugeschichtlich und ortsgeschichtlich von Bedeutung | 08985075 |
| Direkt Bild zu diesem Denkmal hochladen | Friedhofskapelle und Friedhof Lauta, Stadt (Sachgesamtheit) | Karl-Liebknecht-Straße 35a (Karte) | 1920er Jahre                                                                          | Friedhofskapelle und Friedhof Lauta, Stadt mit folgenden Einzeldenkmalen: Friedhofskapelle, Denkmal für polnische, jüdische, französische, belgische und einen niederländischen Zwangsarbeiter mit Gräberfeld, Denkmal für sowjetische Zwangsarbeiter mit Gräberfeld, Denkmal für Gefallene im Kapp-Putsch am 17. März 1920 und ein Grabmal (siehe Einzeldenkmalliste Obj. 08985004), die Friedhofsgestaltung (Gartendenkmal) und der Friedhof als Sachgesamtheitsteil; baugeschichtlich und geschichtlich von Bedeutung | 08985003 |
| Direkt Bild zu diesem Denkmal hochladen | Friedhofskapelle, Denkmal für polnische, jüdische, französische, belgische und einen niederländischen Zwangsarbeiter mit Gräberfeld, Denkmal für sowjetische Zwangsarbeiter mit Gräberfeld, Denkmal für Gefallene im Kapp-Putsch am 17. März 1920 und ein Grabmal (Einzeldenkmal zu ID-Nr. 08985003) | Karl-Liebknecht-Straße 35a (Karte) | 1920er Jahre (Friedhofskapelle); nach 1945 (VdN/OdF); nach 1920 (Kapp-Putsch-Denkmal) | Einzeldenkmale der Sachgesamtheit Friedhofskapelle und Friedhof Lauta, Stadt; Kapelle Putzbau mit expressionistischen Elementen, baugeschichtlich und ortsgeschichtlich von Bedeutung | 08985004 |
|                                         | Arbeiterwohnhaus (Einzeldenkmal zu ID-Nr. 08985042) | Karl-Marx-Straße 1, 3 (Karte) | 1918                                                                                  | Putzbau mit Backsteingliederung und erkerartigen Vorbauten im Erdgeschoss, baugeschichtlich und städtebaulich von Bedeutung | 08985130 |
|                                         | Arbeiterwohnhaus (Einzeldenkmal zu ID-Nr. 08985042) | Karl-Marx-Straße 2, 4 (Karte) | 1918                                                                                  | Putzbau mit Backsteingliederung und erkerartigen Vorbauten im Erdgeschoss, baugeschichtlich und städtebaulich von Bedeutung | 08985131 |
|                                         | Arbeiterwohnhaus (Einzeldenkmal zu ID-Nr. 08985042) | Karl-Marx-Straße 5, 7, 9, 11 (Karte) | 1919                                                                                  | Putzbau mit Backsteingliederung, baugeschichtlich und städtebaulich von Bedeutung | 08985129 |
| Direkt Bild zu diesem Denkmal hochladen | Arbeiterwohnhaus (Einzeldenkmal zu ID-Nr. 08985042) | Karl-Marx-Straße 6, 8 (Karte) | 1919                                                                                  | Backsteinbau, baugeschichtlich und städtebaulich von Bedeutung | 08985089 |
| Direkt Bild zu diesem Denkmal hochladen | Arbeiterwohnhaus und zwei Nebengebäude (Einzeldenkmal zu ID-Nr. 08985042) | Karl-Marx-Straße 13, 15, 17, 19, 21, 23 (Karte) | 1918                                                                                  | Siedlungstypisches Mehrfamilienhaus, baugeschichtlich und städtebaulich von Bedeutung | 08985128 |
| Direkt Bild zu diesem Denkmal hochladen | Arbeiterwohnhaus (Einzeldenkmal zu ID-Nr. 08985042) | Karl-Marx-Straße 14, 16, 18, 20 (Karte) | 1918                                                                                  | Siedlungstypische Bauzeile, baugeschichtlich und städtebaulich von Bedeutung | 08985132 |
|                                         | Arbeiterwohnhaus und zwei Nebengebäude (Einzeldenkmal zu ID-Nr. 08985042) | Karl-Marx-Straße 22, 24 (Karte) | 1923                                                                                  | Putzbau mit intaktem Wand-Öffnungs-Verhältnis und durch Putzstruktur abgesetzte Bänder, baugeschichtlich und städtebaulich von Bedeutung | 08985039 |
|                                         | Arbeiterwohnhaus (Einzeldenkmal zu ID-Nr. 08985042) | Karl-Marx-Straße 25, 27, 29, 31, 33, 35 (Karte) | 1919                                                                                  | Langgestreckter Putzbau mit zeittypischen Fassadenpropotionen und Backsteingewänden an den Eingängen, baugeschichtlich und städtebaulich von Bedeutung | 08985127 |
| Direkt Bild zu diesem Denkmal hochladen | Arbeiterwohnhaus und zwei Nebengebäude (Einzeldenkmal zu ID-Nr. 08985042) | Karl-Marx-Straße 26, 28 (Karte) | 1923                                                                                  | Putzbau mit intaktem Wand-Öffnungs-Verhältnis und durch Putzstruktur abgesetzte Bänder, baugeschichtlich und städtebaulich von Bedeutung | 08985040 |
| Weitere Bilder                          | Katholische Kirche St. Josef (Einzeldenkmal zu ID-Nr. 08985042) | Karl-Marx-Straße 28a (Karte) | 1924                                                                                  | Dreischiffiger Putzbau mit Turm an der Westseite, baugeschichtlich und ortsgeschichtlich von Bedeutung | 08985033 |
| Direkt Bild zu diesem Denkmal hochladen | Arbeiterwohnhaus mit ursprünglichen Ladeneinbauten (Einzeldenkmal zu ID-Nr. 08985042) | Karl-Marx-Straße 30, 32, 34, 36, 38, 40 (Karte) | 1919                                                                                  | Zeilenbebauung mit siedlungstypischem Wechsel von giebel- und traufständiger Dachausrichtung, baugeschichtlich und städtebaulich von Bedeutung | 08985034 |
|                                         | Arbeiterwohnhaus (Einzeldenkmal zu ID-Nr. 08985042) | Karl-Marx-Straße 37, 39, 41, 43, 45, 47 (Karte) | 1919                                                                                  | Schlichter Putzbau mit siedlungstypischen Elementen, baugeschichtlich und städtebaulich von Bedeutung | 08985038 |
| Direkt Bild zu diesem Denkmal hochladen | Beamtenwohnhaus und Nebengebäude (Einzeldenkmal zu ID-Nr. 08985042) | Karl-Marx-Straße 42, 44 (Karte) | 1920                                                                                  | Putzbau mit Blendbögen und Schlusssteinen im Erdgeschoss, baugeschichtlich und städtebaulich von Bedeutung | 08985037 |
| Direkt Bild zu diesem Denkmal hochladen | Beamtenwohnhaus (Einzeldenkmal zu ID-Nr. 08985042) | Karl-Marx-Straße 51, 53, 55 (Karte) | 1919                                                                                  | Putzbau mit zentraler Eingangsvorhalle mit Säulen, baugeschichtlich und städtebaulich von Bedeutung | 08985035 |
| Direkt Bild zu diesem Denkmal hochladen | Beamtenwohnhaus (Einzeldenkmal zu ID-Nr. 08985042) | Karl-Marx-Straße 57, 59, 61 (Karte) | 1919                                                                                  | Putzbau mit zentraler Eingangsvorhalle mit Säulen, baugeschichtlich und städtebaulich von Bedeutung | 08985036 |
| Direkt Bild zu diesem Denkmal hochladen | Arbeiterwohnhaus (Einzeldenkmal zu ID-Nr. 08985042) | Kurze Straße 1, 2, 3, 4 (Karte) | 1919                                                                                  | Siedlungstypischer Putzbau, baugeschichtlich und städtebaulich von Bedeutung | 08985138 |
| Direkt Bild zu diesem Denkmal hochladen | Wohnhaus mit Laden (Einzeldenkmal zu ID-Nr. 08985042) | Ludwig-Jahn-Straße 2 (Karte) | Um 1925                                                                               | Erdgeschoss mit rundbogigen Fenstern und zentraler Tür, Funktionsgebäude der Siedlung, baugeschichtlich und städtebaulich von Bedeutung | 08985073 |
| Direkt Bild zu diesem Denkmal hochladen | Wohnhaus mit Laden (Einzeldenkmal zu ID-Nr. 08985042) | Ludwig-Jahn-Straße 4 (Karte) | Um 1925                                                                               | Erdgeschoss mit weitgespannten rundbogigen Fenster- und Türöffnungen, baugeschichtlich und städtebaulich von Bedeutung | 08985072 |
| Direkt Bild zu diesem Denkmal hochladen | Arbeiterwohnhaus (Einzeldenkmal zu ID-Nr. 08985042) | Ludwig-Jahn-Straße 15, 17, 19, 21, 23, 25 (Karte) | 1919                                                                                  | Putzbau mit siedlungstypisch wechselnder Dachstellung, baugeschichtlich und städtebaulich von Bedeutung | 08985088 |
| Direkt Bild zu diesem Denkmal hochladen | Beamtenwohnhaus (Einzeldenkmal zu ID-Nr. 08985042) | Nordstraße 1, 3 (Karte) | 1925                                                                                  | Putzbau mit Kielbogendach, baugeschichtlich und städtebaulich von Bedeutung | 08985025 |
| Direkt Bild zu diesem Denkmal hochladen | Beamtenwohnhaus (Einzeldenkmal zu ID-Nr. 08985042) | Nordstraße 2, 4 (Karte) | 1925                                                                                  | Putzbau mit Kielbogendach, baugeschichtlich und städtebaulich von Bedeutung | 08985024 |
| Direkt Bild zu diesem Denkmal hochladen | Beamtenwohnhaus (Einzeldenkmal zu ID-Nr. 08985042) | Nordstraße 3a (Karte) | Um 1920                                                                               | Putzbau mit intaktem Wand-Öffnungs-Verhältnis, baugeschichtlich und städtebaulich von Bedeutung | 08985014 |
| Direkt Bild zu diesem Denkmal hochladen | Beamtenwohnhaus (Einzeldenkmal zu ID-Nr. 08985042) | Nordstraße 5, 7 (Karte) | 1920                                                                                  | Putzbau mit sparsamen Gliederungselementen, baugeschichtlich und städtebaulich von Bedeutung | 08985012 |
| Direkt Bild zu diesem Denkmal hochladen | Beamtenwohnhaus (Einzeldenkmal zu ID-Nr. 08985042) | Nordstraße 6, 8 (Karte) | 1925                                                                                  | Putzbau mit Kielbogendach, baugeschichtlich und städtebaulich von Bedeutung | 08985023 |
| Direkt Bild zu diesem Denkmal hochladen | Beamtenwohnhaus (Einzeldenkmal zu ID-Nr. 08985042) | Nordstraße 9, 11 (Karte) | 1920                                                                                  | Putzbau mit zeittypischen Architekturelementen, baugeschichtlich und städtebaulich von Bedeutung | 08985077 |
| Weitere Bilder                          | Kirche (Einzeldenkmal zu ID-Nr. 08985042) | Nordstraße 12a (Karte) | Bezeichnet mit 1924                                                                   | Querstehender Putzbau mit gewölbtem Walmdach und Turm an der Südseite, baugeschichtlich und städtebaulich von Bedeutung; Stadtkirche Lauta | 08985016 |
|                                         | Beamtenwohnhaus (Einzeldenkmal zu ID-Nr. 08985042) | Nordstraße 13, 15 (Karte) | 1920                                                                                  | Siedlungstypischer Bau mit zentralem Dachhaus, baugeschichtlich und städtebaulich von Bedeutung | 08985010 |
|                                         | Beamtenwohnhaus (Einzeldenkmal zu ID-Nr. 08985042) | Nordstraße 17, 19 (Karte) | 1920                                                                                  | Putzbau mit markantem Mansarddach und großem zentralem Dachhaus, baugeschichtlich und städtebaulich von Bedeutung | 08985009 |
| Direkt Bild zu diesem Denkmal hochladen | Pfarrhaus und Nebengebäude (Einzeldenkmal zu ID-Nr. 08985042) | Nordstraße 18 (Karte) | 1919                                                                                  | Putzbau mit markanten Giebelstellungen und ornamentalen Zierformen, baugeschichtlich und städtebaulich von Bedeutung | 08985015 |
| Direkt Bild zu diesem Denkmal hochladen | Villa (Einzeldenkmal zu ID-Nr. 08985042) | Nordstraße 20 (Karte) | Um 1920                                                                               | Zeittypischer repräsentativer Putzbau mit unterschiedlichen Fensterensemblen, baugeschichtlich und städtebaulich von Bedeutung | 08985013 |
| Direkt Bild zu diesem Denkmal hochladen | Beamtenwohnhaus (Einzeldenkmal zu ID-Nr. 08985042) | Nordstraße 21, 23, 25 (Karte) | 1919                                                                                  | Putzbau mit Mittelerker über dem Eingang, baugeschichtlich und städtebaulich von Bedeutung | 08985007 |
| Direkt Bild zu diesem Denkmal hochladen | Villa (Einzeldenkmal zu ID-Nr. 08985042) | Nordstraße 26 (Karte) | Um 1920                                                                               | Zeittypischer Bau mit akzentuierenden Elementen, baugeschichtlich und städtebaulich von Bedeutung | 08985011 |
| Direkt Bild zu diesem Denkmal hochladen | Beamtenwohnhaus (Einzeldenkmal zu ID-Nr. 08985042) | Nordstraße 27, 29 (Karte) | 1920                                                                                  | Symmetrisch angelegter Putzbau mit akzentuierenden Elementen, baugeschichtlich und städtebaulich von Bedeutung | 08985006 |
| Direkt Bild zu diesem Denkmal hochladen | Beamtenwohnhaus (Einzeldenkmal zu ID-Nr. 08985042) | Nordstraße 31 (Karte) | 1926                                                                                  | Putzbau mit akzentuierter Gliederung, baugeschichtlich und städtebaulich von Bedeutung | 08985008 |
| Direkt Bild zu diesem Denkmal hochladen | Beamtenwohnhaus (Einzeldenkmal zu ID-Nr. 08985042) | Nordstraße 34, 36 (Karte) | Um 1920                                                                               | Putzbau mit zeittypischen Architekturelementen, baugeschichtlich und städtebaulich von Bedeutung | 08985005 |
| Direkt Bild zu diesem Denkmal hochladen | Arbeiterwohnhaus (Einzeldenkmal zu ID-Nr. 08985042) | Parkstraße 1 (Karte) | 1919                                                                                  | Gut proportionierter symmetrischer Putzbau, baugeschichtlich und städtebaulich von Bedeutung | 08985139 |
| Direkt Bild zu diesem Denkmal hochladen | Arbeiterwohnhaus (Einzeldenkmal zu ID-Nr. 08985042) | Parkstraße 2, 4 (Karte) | Um 1930                                                                               | Putzbau mit intaktem Wand-Öffnungs-Verhältnis, baugeschichtlich und städtebaulich von Bedeutung | 08985202 |
| Direkt Bild zu diesem Denkmal hochladen | Arbeiterwohnhaus (Einzeldenkmal zu ID-Nr. 08985042) | Parkstraße 3, 5, 7, 9, 11, 13 (Karte) | 1919                                                                                  | Putzbau mit Backsteingliederung in zeittypischen Architekturformen, baugeschichtlich und städtebaulich von Bedeutung | 08985124 |
| Direkt Bild zu diesem Denkmal hochladen | Arbeiterwohnhaus (Einzeldenkmal zu ID-Nr. 08985042) | Parkstraße 6, 8 (Karte) | Um 1930                                                                               | Gut proportionierter Putzbau mit Segmentbogenfenstern im Erdgeschoss, baugeschichtlich und städtebaulich von Bedeutung | 08985203 |
| Direkt Bild zu diesem Denkmal hochladen | Arbeiterwohnhaus (Einzeldenkmal zu ID-Nr. 08985042) | Parkstraße 19, 21, 23, 25 (Karte) | 1920                                                                                  | Putzbau mit Backsteingliederung in zeittypischen Architekturformen, baugeschichtlich und städtebaulich von Bedeutung | 08985125 |
| Direkt Bild zu diesem Denkmal hochladen | Arbeiterwohnhaus (Einzeldenkmal zu ID-Nr. 08985042) | Parkstraße 27, 29, 31, 33 (Karte) | 1920                                                                                  | Siedlungstypischer symmetrischer Putzbau, baugeschichtlich und städtebaulich von Bedeutung | 08985126 |
| Direkt Bild zu diesem Denkmal hochladen | Arbeiterwohnhaus (Einzeldenkmal zu ID-Nr. 08985042) | Parkstraße 39, 41, 43, 45, 47, 49 (Karte) | 1919                                                                                  | Bestandteil der Zeilenbebauung mit Anklängen an Heimatstil, baugeschichtlich und städtebaulich von Bedeutung | 08985028 |
| Direkt Bild zu diesem Denkmal hochladen | Arbeiterwohnhaus (Einzeldenkmal zu ID-Nr. 08985042) | Parkstraße 51, 53, 55, 57, 59, 61 (Karte) | 1919                                                                                  | Bestandteil der Wohnhauszeile mit drei hochragenden Dacherkern, baugeschichtlich und städtebaulich von Bedeutung | 08985027 |
| Direkt Bild zu diesem Denkmal hochladen | Arbeiterwohnhaus (Einzeldenkmal zu ID-Nr. 08985042) | Parkstraße 63, 65, 67, 69, 71, 73 (Karte) | 1919                                                                                  | Bestandteil der Zeilenbebauung mit Anklängen an Heimatstil, baugeschichtlich und städtebaulich von Bedeutung | 08985026 |
| Direkt Bild zu diesem Denkmal hochladen | Arbeiterwohnhaus (Einzeldenkmal zu ID-Nr. 08985042) | Rosa-Luxemburg-Straße 1, 3, 5, 7 (Karte) | 1919                                                                                  | Putzbau mit zentraler 3achsiger Pfeilerhalle als Abschluss der Wohnanlage Am Anger, baugeschichtlich und städtebaulich von Bedeutung | 08985029 |
| Direkt Bild zu diesem Denkmal hochladen | Arbeiterwohnhaus (Einzeldenkmal zu ID-Nr. 08985042) | Rosa-Luxemburg-Straße 2, 4, 6, 8 (Karte) | 1919                                                                                  | Putzbau mit trauf- und giebelständiger Dachausrichtung, im ursprünglichen Aussehen wiederhergestellt, baugeschichtlich und städtebaulich von Bedeutung | 08985030 |
| Direkt Bild zu diesem Denkmal hochladen | Katholisches Pfarrhaus Pfarrei St. Joseph (Einzeldenkmal zu ID-Nr. 08985042) | Rosa-Luxemburg-Straße 9 (Karte) | 1920er Jahre                                                                          | Putzbau mit markanter Eckausbildung, baugeschichtlich und städtebaulich von Bedeutung | 08985032 |
| Direkt Bild zu diesem Denkmal hochladen | Arbeiterwohnhaus (Einzeldenkmal zu ID-Nr. 08985042) | Rosa-Luxemburg-Straße 10, 12, 14, 16 (Karte) | 1919                                                                                  | Putzbau mit trauf- und giebelständiger Dachausrichtung, im ursprünglichen Aussehen wieder hergestellt, baugeschichtlich und städtebaulich von Bedeutung | 08985031 |
|                                         | Arbeiterwohnhaus (Einzeldenkmal zu ID-Nr. 08985042) | Schulstraße 19, 21, 23, 25, 27 (Karte) | 1919                                                                                  | Wohnhauszeile mit vorgezogenem Kopfbau (Nr. 27) als städtebaulicher Akzent und Ausrichtung zur Conrad-Blenkle-Straße, baugeschichtlich und städtebaulich von Bedeutung | 08985087 |
|                                         | Arbeiterwohnhaus (Einzeldenkmal zu ID-Nr. 08985042) | Straße der Freundschaft 1, 2, 3, 4 (Karte) | 1919                                                                                  | Symmetrisch angelegte Wohnhauszeile mit zwei zentralen Dacherkern, baugeschichtlich und städtebaulich von Bedeutung | 08985090 |
|                                         | Arbeiterwohnhaus (Einzeldenkmal zu ID-Nr. 08985042) | Straße der Freundschaft 5, 6, 8, 9, 10, 11, 12 (Karte) | 1919                                                                                  | Wohnhauszeile mit symmetrisch angelegter Gestaltung, straßenbildprägend an der B 96 gelegen, baugeschichtlich und städtebaulich von Bedeutung | 08985052 |
| Direkt Bild zu diesem Denkmal hochladen | Arbeiterwohnhaus (Einzeldenkmal zu ID-Nr. 08985042) | Straße der Freundschaft 13, 14, 15, 16, 17, 18, 19, 20 (Karte) | 1919                                                                                  | Repräsentative Wohnhauszeile an der Hauptstraße, baugeschichtlich und städtebaulich von Bedeutung | 08985053 |
| Direkt Bild zu diesem Denkmal hochladen | Arbeiterwohnhaus und vier Nebengebäude (Einzeldenkmal zu ID-Nr. 08985042) | Straße der Freundschaft 21, 22, 23, 24, 25, 26, 27 (Karte) | 1918                                                                                  | Symmetrisch angelegte Wohnhauszeile, vor- und rückspringende Segment, betont durch Wechsel von trauf- und giebelständigen Dächern, baugeschichtlich und städtebaulich von Bedeutung | 08985054 |
| Direkt Bild zu diesem Denkmal hochladen | Arbeiterwohnhaus und vier Nebengebäude (Einzeldenkmal zu ID-Nr. 08985042) | Straße der Freundschaft 28, 29, 30, 31, 32, 33, 34 (Karte) | 1918                                                                                  | Wohnhauszeile mit symmetrisch gegliederten Bausegmenten und markantem Wechsel von trauf- und giebelständigen Dächern, baugeschichtlich und städtebaulich von Bedeutung | 08985055 |
| Direkt Bild zu diesem Denkmal hochladen | Beamtenwohnhaus (Einzeldenkmal zu ID-Nr. 08985042) | Straße der Freundschaft 48 (Karte) | Ende der 1920er Jahre                                                                 | Weitgehend original erhaltener, zeittypischer Putzbau, baugeschichtlich und städtebaulich von Bedeutung | 08985065 |
| Direkt Bild zu diesem Denkmal hochladen | Beamtenwohnhaus (Einzeldenkmal zu ID-Nr. 08985042) | Straße der Freundschaft 49, 50 (Karte) | 1920er Jahre                                                                          | Originale Details, baugeschichtlich und städtebaulich von Bedeutung | 08985198 |
| Direkt Bild zu diesem Denkmal hochladen | Wohnhaus, heute Polizeiposten (Einzeldenkmal zu ID-Nr. 08985042) | Straße der Freundschaft 52 (Karte) | Ende 1920er Jahre                                                                     | Zeittypischer Putzbau in bildprägender Ecklage, baugeschichtlich und städtebaulich von Bedeutung | 08985058 |
| Direkt Bild zu diesem Denkmal hochladen | Beamtenwohnhaus (Einzeldenkmal zu ID-Nr. 08985042) | Straße der Freundschaft 53 (Karte) | Ende der 1920er Jahre                                                                 | Weitgehend original erhaltener Putzbau, baugeschichtlich und städtebaulich von Bedeutung | 08985059 |
| Direkt Bild zu diesem Denkmal hochladen | Arbeiterwohnhaus (Einzeldenkmal zu ID-Nr. 08985042) | Straße der Freundschaft 54, 55, 56, 57 (Karte) | 1927                                                                                  | Symmetrischer Putzbau mit zwei Risaliten und Gestaltungselementen in Art-déco, straßenbildprägend, baugeschichtlich und städtebaulich von Bedeutung | 08985060 |
| Direkt Bild zu diesem Denkmal hochladen | Arbeiterwohnhaus (Einzeldenkmal zu ID-Nr. 08985042) | Straße der Freundschaft 58, 59, 60, 61 (Karte) | 1927                                                                                  | Symmetrisch angelegter Putzbau mit Art-déco-Elementen, baugeschichtlich und städtebaulich von Bedeutung | 08985061 |
| Direkt Bild zu diesem Denkmal hochladen | Beamtenwohnhaus (Einzeldenkmal zu ID-Nr. 08985042) | Straße der Freundschaft 62, 63 (Karte) | 1930                                                                                  | Zeittypischer, gut proportionierter Putzbau mit intaktem Wand-Öffnungs-Verhältnis, baugeschichtlich und städtebaulich von Bedeutung | 08985201 |
| Direkt Bild zu diesem Denkmal hochladen | Arbeiterwohnhaus (Einzeldenkmal zu ID-Nr. 08985042) | Straße der Freundschaft 64, 65 (Karte) | 1930                                                                                  | Symmetrisch angelegter Putzbau, in ursprünglichem Aussehen erhalten, baugeschichtlich und städtebaulich von Bedeutung | 08985078 |
| Direkt Bild zu diesem Denkmal hochladen | Arbeiterwohnhaus (Einzeldenkmal zu ID-Nr. 08985042) | Straße der Freundschaft 66, 67 (Karte) | 1937                                                                                  | Langgestreckter Bau mit Putzbändern und gequaderten Lisenen im Dachausbau, Wand-Öffnungs-Verhältnis intakt, baugeschichtlich und städtebaulich von Bedeutung | 08985066 |
| Direkt Bild zu diesem Denkmal hochladen | Arbeiterwohnhaus und zwei Nebengebäude (Einzeldenkmal zu ID-Nr. 08985042) | Straße der Freundschaft 69, 70 (Karte) | 1937                                                                                  | Markanter Putzbau, straßenbildprägend, baugeschichtlich und städtebaulich von Bedeutung | 08985093 |
| Direkt Bild zu diesem Denkmal hochladen | Arbeiterwohnhaus und zwei Nebengebäude (Einzeldenkmal zu ID-Nr. 08985042) | Straße der Freundschaft 73, 74 (Karte) | 1937                                                                                  | Markanter Putzbau, straßenbildprägend, baugeschichtlich und städtebaulich von Bedeutung | 08985092 |
| Direkt Bild zu diesem Denkmal hochladen | Arbeiterwohnhaus und zwei Nebengebäude (Einzeldenkmal zu ID-Nr. 08985042) | Straße der Freundschaft 75, 76 (Karte) | 1937                                                                                  | Zeittypischer Putzbau, Fassadengestaltung durch ausgewogenes Wand-Öffnungs-Verhältnis und kräftige Sohlbänke, baugeschichtlich und städtebaulich von Bedeutung | 08985091 |
|                                         | Nordschule; ehemalige Schule (heute Gemeinwesenzentrum) und Turnhalle (Einzeldenkmal zu ID-Nr. 08985042) | Straße der Freundschaft 77 (Karte) | 1924, Turm und Turnhalle später                                                       | Dreiflügelige symmetrische Anlage mit zentralem Dachreiter und originalem Putz, bildprägend, ortshistorisch und baugeschichtlich von Bedeutung | 08985067 |
| Weitere Bilder                          | Wasserturm | Straße der Freundschaft 84 (Karte) | Zwischen 1915 und 1920                                                                | Turm des ehemaligen Aluminiumwerkes mit offener Konstruktion; baugeschichtlich und landschaftsprägend von Bedeutung | 08985041 |
| Weitere Bilder                          | Wohnhaus mit Laden | Turmstraße 1 (Karte) | 1920er Jahre                                                                          | Putzbau mit spitzbogigen Schaufenstern und Eingängen, originale Details, baugeschichtlich von Bedeutung | 08985197 |
| Direkt Bild zu diesem Denkmal hochladen | Arbeiterwohnhaus (Einzeldenkmal zu ID-Nr. 08985042) | Wendenstraße 1, 3 (Karte) | 1918                                                                                  | Weitgehend im ursprünglichen Aussehen wiederhergestellter Putzbau mit markanten Eckpilastern, baugeschichtlich und städtebaulich von Bedeutung | 08985118 |
| Direkt Bild zu diesem Denkmal hochladen | Arbeiterwohnhaus (Einzeldenkmal zu ID-Nr. 08985042) | Wendenstraße 2, 4 (Karte) | 1919                                                                                  | Putzbau mit markanter Backsteingliederung und erkerartigen Vorbauten im Erdgeschoss, baugeschichtlich und städtebaulich von Bedeutung | 08985123 |
| Direkt Bild zu diesem Denkmal hochladen | Arbeiterwohnhaus, Nebengebäude und zwei Torbögen (Einzeldenkmal zu ID-Nr. 08985042) | Wendenstraße 5, 7, 9, 11, 13, 15 (Karte) | 1918                                                                                  | Wohnhauszeile mit serieller Gliederung und anschließenden Torbögen als Verbindung zu den weiteren Gebäuden, baugeschichtlich und städtebaulich von Bedeutung | 08985119 |
| Direkt Bild zu diesem Denkmal hochladen | Arbeiterwohnhaus (Einzeldenkmal zu ID-Nr. 08985042) | Wendenstraße 6, 8, 10, 12, 14, 16 (Karte) | 1919                                                                                  | Siedlungstypische Wohnhauszeile mit paarweise angeordneten Eingängen, baugeschichtlich und städtebaulich von Bedeutung | 08985122 |
| Direkt Bild zu diesem Denkmal hochladen | Arbeiterwohnhaus (Einzeldenkmal zu ID-Nr. 08985042) | Wendenstraße 17, 19 (Karte) | 1918                                                                                  | Putzbau mit markanten Eckpilastern, baugeschichtlich und städtebaulich von Bedeutung | 08985120 |
| Direkt Bild zu diesem Denkmal hochladen | Arbeiterwohnhaus (Einzeldenkmal zu ID-Nr. 08985042) | Wendenstraße 18, 20 (Karte) | 1919                                                                                  | Putzbau mit markanter Backsteingliederung und erkerartigen Vorbauten im Erdgeschoss, baugeschichtlich und städtebaulich von Bedeutung | 08985121 |
| Direkt Bild zu diesem Denkmal hochladen | Wohnhaus mit Laden (Einzeldenkmal zu ID-Nr. 08985042) | Weststraße 3, 5 (Karte) | 1919, späterer Anbau                                                                  | Putzbau mit Putzstruktur und Backsteinelementen, weitgehend in ursprünglichem Aussehen erhalten, baugeschichtlich und städtebaulich von Bedeutung | 08985062 |
| Direkt Bild zu diesem Denkmal hochladen | Beamtenwohnhaus (Einzeldenkmal zu ID-Nr. 08985042) | Weststraße 6, 8 (Karte) | 1925                                                                                  | Doppelwohnhaus mit markantem kielbogenförmigem Dach, baugeschichtlich und städtebaulich von Bedeutung | 08985063 |
| Direkt Bild zu diesem Denkmal hochladen | Villa (Einzeldenkmal zu ID-Nr. 08985042) | Weststraße 10 (Karte) | Um 1920                                                                               | Zeittypischer Bau mit erkerartigen Vorbauten an den Ecken, weitgehend im ursprünglichen Aussehen erhalten, baugeschichtlich und städtebaulich von Bedeutung | 08985064 |
| Direkt Bild zu diesem Denkmal hochladen | Wohnhaus (Einzeldenkmal zu ID-Nr. 08985042) | Weststraße 11 (Karte) | 1920er Jahre                                                                          | Weitgehend original erhaltener Bau mit kräftig gequaderten Ecklisenen im Erdgeschoss, baugeschichtlich und städtebaulich von Bedeutung | 08985057 |
| Direkt Bild zu diesem Denkmal hochladen | Beamtenwohnhaus (Einzeldenkmal zu ID-Nr. 08985042) | Weststraße 12, 14 (Karte) | Ende der 1920er Jahre                                                                 | Putzbau mit markantem Dacherker und klassizistischen Gestaltungselementen, baugeschichtlich und städtebaulich von Bedeutung | 08985056 |
| Direkt Bild zu diesem Denkmal hochladen | Arbeiterwohnhaus (Einzeldenkmal zu ID-Nr. 08985042) | Wöhlerstraße 1, 3 (Karte) | 1919                                                                                  | Siedlungstypischer Backsteinbau, Nr. 1 noch mit ursprünglicher unverputzter Backsteinfassade, baugeschichtlich und städtebaulich von Bedeutung | 08985133 |
| Direkt Bild zu diesem Denkmal hochladen | Arbeiterwohnhaus (Einzeldenkmal zu ID-Nr. 08985042) | Wöhlerstraße 2, 4 (Karte) | 1919                                                                                  | Siedlungstypischer Bau, baugeschichtlich und städtebaulich von Bedeutung | 08985134 |
| Direkt Bild zu diesem Denkmal hochladen | Arbeiterwohnhaus (Einzeldenkmal zu ID-Nr. 08985042) | Wöhlerstraße 5, 7, 9, 11 (Karte) | 1919                                                                                  | Siedlungstypischer Bau mit sparsamem Backsteinornament, baugeschichtlich und städtebaulich von Bedeutung | 08985135 |
| Direkt Bild zu diesem Denkmal hochladen | Arbeiterwohnhaus (Einzeldenkmal zu ID-Nr. 08985042) | Wöhlerstraße 6, 8, 10, 12 (Karte) | 1919                                                                                  | Siedlungstypischer Bau mit sparsamem Backsteinornament, baugeschichtlich und städtebaulich von Bedeutung | 08985136 |
| Direkt Bild zu diesem Denkmal hochladen | Arbeiterwohnhaus (Einzeldenkmal zu ID-Nr. 08985042) | Wöhlerstraße 13, 15 (Karte) | 1919                                                                                  | Siedlungstypischer Backsteinbau, baugeschichtlich und städtebaulich von Bedeutung | 08985137 |

## Leippe
| Bild                                    | Bezeichnung                                                     | Lage                                        | Datierung                                       | Beschreibung | ID       |
| --------------------------------------- | --------------------------------------------------------------- | ------------------------------------------- | ----------------------------------------------- | --- | -------- |
| Weitere Bilder                          | Seidenstickers Gasthaus zur Linde (ehemalig) mit Saal und Linde | Hauptstraße 17 (Karte)                      | Mitte 19. Jahrhundert (Gasthof); um 1900 (Saal) | Im ursprünglichen Aussehen erhalten, baugeschichtlich und ortsgeschichtlich von Bedeutung                                                                  | 08985140 |
| Weitere Bilder                          | Wohnstallhaus (Umgebinde)                                       | Hauptstraße 18 (Karte)                      | Bezeichnet mit 1825, Kern vermutlich älter      | Giebel Fachwerk, einziges erhaltenes Haus mit Sichtfachwerk im Ort, architektonisch wertvoll trotz baulicher Veränderungen, baugeschichtlich von Bedeutung | 08985149 |
| Weitere Bilder                          | Denkmal für die Gefallenen des Ersten und Zweiten Weltkrieges   | vor Hauptstraße 22 (an der Dorfaue) (Karte) | Nach 1918                                       | Ortsgeschichtlich von Bedeutung | 08985141 |
| Direkt Bild zu diesem Denkmal hochladen | Scheune                                                         | Hauptstraße 28 (Karte)                      | Vor 1900                                        | Regionaltypische Blockscheune, Konstruktion erhalten, baugeschichtlich und wirtschaftsgeschichtlich von Bedeutung                                          | 08985151 |
| Direkt Bild zu diesem Denkmal hochladen | Scheune                                                         | Hauptstraße 33 (Karte)                      | Vor 1900                                        | Regionaltypische Blockscheune, Konstruktion erhalten, baugeschichtlich und wirtschaftsgeschichtlich von Bedeutung                                          | 08985143 |

## Torno
| Bild           | Bezeichnung                               | Lage                              | Datierung    | Beschreibung | ID       |
| -------------- | ----------------------------------------- | --------------------------------- | ------------ | --- | -------- |
| Weitere Bilder | Wohnhaus mit Laden und Backstube im Anbau | Bahnhofstraße 7a (Karte)          | 1930er Jahre | Zeittypischer Putzbau, weitgehend im ursprünglichen Zustand erhalten, baugeschichtlich von Bedeutung                                                                                 | 08985146 |
| Weitere Bilder | Evangelische Pfarrkirche Torno            | Ernst-Thälmann-Straße 17a (Karte) | 1950er Jahre | Kirche; schlichter Putzbau mit neoromanischen Elementen, einer der wenigen Kirchenneubauten zu DDR-Zeiten in den 1950er Jahren, baugeschichtlich und ortsgeschichtlich von Bedeutung | 08985145 |

## Streichungen von der Denkmalliste

### Streichungen von der Denkmalliste (Leippe)
| Bild                                    | Bezeichnung | Lage                   | Datierung | Beschreibung | ID       |
| --------------------------------------- | ----------- | ---------------------- | --------- | --- | -------- |
| Direkt Bild zu diesem Denkmal hochladen | Scheune     | Hauptstraße 25 (Karte) | Vor 1900  | Regionaltypische Blockscheune, Konstruktion erhalten, baugeschichtlich und wirtschaftsgeschichtlich von Bedeutung; zwischen 2011 und 2015 abgerissen | 08985150 |

## Tabellenlegende
- Bild: Bild des Kulturdenkmals, ggf. zusätzlich mit einem Link zu weiteren Fotos des Kulturdenkmals im Medienarchiv Wikimedia Commons. Wenn man auf das Kamerasymbol klickt, können Fotos zu Kulturdenkmalen aus dieser Liste hochgeladen werden:
- Bezeichnung: Denkmalgeschützte Objekte und ggf. Bauwerksname des Kulturdenkmals
- Lage: Straßenname und Hausnummer oder Flurstücknummer des Kulturdenkmals. Die Grundsortierung der Liste erfolgt nach dieser Adresse. Der Link (Karte) führt zu verschiedenen Kartendiensten mit der Position des Kulturdenkmals. Fehlt dieser Link, wurden die Koordinaten noch nicht eingetragen. Sind diese bekannt, können sie über ein Tool mit einer Kartenansicht einfach nachgetragen werden. In dieser Kartenansicht sind Kulturdenkmale ohne Koordinaten mit einem roten bzw. orangen Marker dargestellt und können durch Verschieben auf die richtige Position in der Karte mit Koordinaten versehen werden. Kulturdenkmale ohne Bild sind an einem blauen bzw. roten Marker erkennbar.
- Datierung: Baubeginn, Fertigstellung, Datum der Erstnennung oder grobe zeitliche Einordnung entsprechend des Eintrags in der sächsischen Denkmaldatenbank
- Beschreibung: Kurzcharakteristik des Kulturdenkmals entsprechend des Eintrags in der sächsischen Denkmaldatenbank, ggf. ergänzt durch die dort nur selten veröffentlichten Erfassungstexte oder zusätzliche Informationen
- ID: Vom Landesamt für Denkmalpflege Sachsen vergebene, das Kulturdenkmal eindeutig identifizierende Objekt-Nummer. Der Link führt zum PDF-Denkmaldokument des Landesamtes für Denkmalpflege Sachsen. Bei ehemaligen Kulturdenkmalen können die Objektnummern unbekannt sein und deshalb fehlen bzw. die Links von aus der Datenbank entfernten Objektnummern ins Leere führen. Ein ggf. vorhandenes Icon  führt zu den Angaben des Kulturdenkmals bei Wikidata.